# Joseph Carl von Anrep
Joseph Carl von Anrep (in russo Иосиф Романович Анреп?; 6 febbraio 1798 – 28 giugno 1860) è stato un generale russo durante la guerra di Crimea.

## Biografia
Anrep sposò Cecelia Julie Philippine Elmpt. Il 6 maggio 1853, con l'editto di Tzar, fu nominato conte Anrep-Elmpt per servire il trono di suo nonno, il conte von Elmpt, che non aveva altro erede. All'inizio della guerra di Crimea, Anrep era un colonnello dell'esercito russo, ma fu rapidamente promosso come generale. Comandò le truppe russe durante assedio di Calafat. Anrep morì nel 1860. Suo figlio, Reinhold von Anrep-Elmpt, era un esploratore.